# Arc Infrastructure
Arc Infrastructure, voorheen bekend als WestNet Rail en Brookfield Rail, is een particuliere spoorwegbeheerder in West-Australië. Het heeft er 5.500 kilometer spoorweg onder haar beheer.

## Geschiedenis
In 1975 deponeerde Western Australian Government Railways (WAGR) de merknaam en het logo 'Westrail' maar bleef onder eigen naam verder werken. In december 2000 werd het goederenspoorwegnetwerk samen met de merknaam en het logo 'Westrail' aan 'Australia Western Railroad' (AWR) verkocht. AWR was een 50/50 joint venture tussen het Amerikaanse spoorwegbedrijf Genesee & Wyoming Inc en de West-Australische landbouwgroep 'Wesfarmers'. In 2002 werd AWR in 'Australian Railroad Group' (ARG) en 'WestNet Rail' opgedeeld.
In 2006 werden ARG en 'WestNet Rail' aan een consortium bestaande uit 'Babcock & Brown' en 'Queensland Rail' (QR) verkocht. In 2009 kreeg 'Brookfield Infrastructure Partners L.P.' 40 % van 'WestNet Rail' in handen en het jaar daarop 100 %. 'WestNet Rail' werd in 2011 tot 'Brookfield Rail' omgedoopt.
In 2017 veranderde de onderneming weer van naam en werd 'Arc Infrastructure'. Het bleef onderdeel van het Canadese 'Brookfield Infrastructure Partners'.

## Werking
Tot 2049 heeft 'Arc Infrastructure' 5.500 kilometer spoorweg onder haar beheer. Het stelt 430 werknemers te werk. Van 2000 tot 2017 investeerde 'Arc Infrastructure' AU $ 2 miljoen in het goederenspoorwegnetwerk. Het over haar netwerk vervoerde volume steeg in die periode met 126 %.
Murray Cook volgde in 2019 Paul Larsen op als CEO. Larsen stond 12 jaar aan het hoofd van de spoorwegbeheerder.
Het hoofdkantoor is aan de luchthaven van Perth gevestigd.